# ¡Miren qué graves!
|  |

El aguafuerte ¡Miren qué graves! es un grabado de la serie Los Caprichos del pintor español Francisco de Goya. Está numerado con el número 63 en la serie de 80 estampas. Se publicó en 1799.

## Interpretaciones de la estampa
Existen varios manuscritos contemporáneos que explican las láminas de los Caprichos. El que se encuentra en el Museo del Prado se tiene como autógrafo de Goya, pero parece más bien despistar y buscar un significado moralizante que encubra significados más arriesgados para el autor. Otros dos, el que perteneció a Ayala y el que se encuentra en la Biblioteca Nacional, realzan la parte más escabrosa de las láminas.
- Explicación de esta estampa del manuscrito del Museo del Prado: La estampa indica que estos dos brujos de conveniencias y autores que han salido a hacer un poco de ejercicio a caballo.[2]

- Manuscrito de Ayala:Dos personajes bestiales hacen ejercicio a caballo. El uno célebre por lo devoto y el otro por lo ladrón.[2]

- Manuscrito de la Biblioteca Nacional: No se ven en el mundo más que monstruosidades: dos fieras monstruosas llevan a cuesta a dos personas: el uno da por ser valiente, pero ladrón; el otro por fanático, pero salvaje. Tales son los Reyes y Principales magistrados de los pueblos; y con todo esto los llaman de lejos; les aclaman y les confían el gobierno.[2]

## Técnica del grabado
Esta estampa es una de las pocas que el pintor firmó, siempre en la esquina inferior izquierda.